# (11695) Mattei
Pour les articles homonymes, voir Mattei.
(11695) Mattei est un astéroïde de la ceinture principale.

## Description
(11695) Mattei est un astéroïde de la ceinture principale. Il fut découvert le 22 mars 1998 à la station Anderson Mesa par le programme LONEOS. Il présente une orbite caractérisée par un demi-grand axe de 2,23 UA, une excentricité de 0,07 et une inclinaison de 6,5° par rapport à l'écliptique.

## Compléments
L'astéroïde est nommé en l'honneur de l'astronome turco-américaine Janet Akyüz Mattei.